# Vigueron
Vigueron település Franciaországban, Tarn-et-Garonne megyében. Lakosainak száma 120 fő (2022. január 1.). Vigueron Beaumont-de-Lomagne, Belbèze-en-Lomagne, Comberouger, Saint-Sardos és Sérignac községekkel határos.

## Népesség
A település népessége az elmúlt években az alábbi módon változott:
| Lakosok száma | 138  | 137  | 134  | 136  | 137  | 137  | 129  | 120  |
|               | 2013 | 2015 | 2017 | 2018 | 2019 | 2020 | 2021 | 2022 |